# Micropsitta
Micropsittinae
Sous-famille
Genre
Micropsitta est un genre d'oiseaux de la famille des Psittaculidae. Il constitue la sous-famille des Micropsittinae. Ses six espèces ont pour nom normalisé micropsittes, et sont parfois appelées perruches pygmées.

## Systématique
Le genre Micropsitta a été créé en 1831 par le naturaliste français René Primevère Lesson (1794-1849) en tant que sous-genre. 

## Répartition et habitats
Les micropsittes sont originaires des forêts tropicales humides de Nouvelle-Guinée et des îles proches.

## Description
Avec moins de 8 centimètres à l'âge adulte, Micropsitta pusio est la plus petite espèce de Psittacidae.

## Liste des espèces et sous-espèces
D'après la classification de référence (version 6.4, 2016) du Congrès ornithologique international (ordre phylogénique) :
- Micropsitta keiensis – Micropsitte pygmée
- Micropsitta geelvinkiana – Micropsitte de Geelvink
- Micropsitta pusio – Micropsitte à tête fauve
- Micropsitta meeki – Micropsitte de Meek
- Micropsitta finschii – Micropsitte de Finsch
- Micropsitta bruijnii – Micropsitte de Bruijn

## Publication originale
- R. P. Lesson, Traité d’ornithologie (œuvre écrite), 1831, [lire en ligne].